# Вълчаново
Вълчаново е село в Югоизточна България. То се намира в община Средец, област Бургас.

## География
Село Вълчаново се намира в планината Странджа, на 20 km от общинския център Средец и на 50 km от областния център Бургас.

## История
Старото име на селото е до 1934 г. Тагар-кьой, Тагарево 1934-1978 г. Легендата разказва, че османският управител на селото – Тагар бей, чиято майка била българка, се отнасял много добре с българите и поради това в миналото е носело неговото име. Днес селото се именува на Вълчан войвода, който действал с дружината си в цяла Странджа планина.

## Население

### Етнически състав
Преброяване на населението през 2011 г.
Численост и дял на етническите групи според преброяването на населението през 2011 г.:
|                     | Численост |
| Общо                | 103       |
| Българи             | 88        |
| Турци               | -         |
| Цигани              | -         |
| Други               | -         |
| Не се самоопределят | -         |
| Неотговорили        | 13        |

## Религии
Хората изповядват източно православие, като в селото функционира църква, построена през 1848 г. Съществуващият преди това православен храм е опожарен и предприемчивите тагаревци побързали да изградят нова църква на мястото на старата. Тя е изгоряла пак през 1900-таг. И пак е възстановена. Селото е подходящо за селски туризъм. От тракийски могили, некрополи и керамика може да се съди, че в землището на днешното с. Вълчаново е имало още преди Хр. тракийско селище в местността Добрана. От юг, запад и север го е обикаляла Ленищенската река. В селото и около него имало достатъчно извори. По-късно, след Хр., в същата местност възниква славянобългарско селище, което просъществувало до към края на ХVI в.отначало то, забутано в горите на Странджа, не било обезпокоявано от турците.
Но след 1600 г. турците започнали да вземат оттук момченца от 6 до 10 години за еничарски корпуси, както и момичета на 15-16 г. за Султанските хареми. Поради това, а вероятно и от чумна епидемия, селото се разпръснало на 20-30 места из горите. На тяхно място в къщите, ливадите и нивите дошли турци-юруци с овчи стада. Между тях най-много овце имал Тагар бей. Изградил кошари и кашли в местността Съището. пазарил овчари и земеделци измежду българите и постепенно създал чифлик наемна работна ръка от раята. Около чифлика в м. Юрта се завърнали 20-30 български семейства и създали второ по ред селище. Наблизо край селото минавал главния път от Карнобат и Айтос, през Бей махле (с.Светлина) Карабунар (гр.Средец), Факия и Бунар Хисар за Цариград. Този път е най-ползваният от чуждестранни търговци, военни, пътешественици. Естествено той бил използван и от турската армия. Не достигнали обаче силите и влиянието на Тагар бей да опази жителите на селото от посегателствата на турския аскер.
През 1871 година в село Тагар-кьой се построява светско училище същевременно и свещеник бил поп Тодор. След Освобождението учител е Петко Вандалов, след него-Вълчо Генсузов, после Тодор Ников, завършил Гимназия в Сливен заедно с поп Коста от с. Факия и дядо Благо от с.Заберново, детски поет. Около 1900 година се построява нова училищна сграда в селото, която поема светския си път на развитие, както образователното дело в Освободена България.

## Редовни събития
Селския събор се провежда всяка година на 24 май.